# British Comedy Awards 2008
La XIX edizione dei British Comedy Awards si tenne nel 2008 e venne presentata da Angus Deayton.

## Vincitori
- Miglior commedia televisiva esordiente - The Inbetweeners
- Miglior commedia televisiva - Gavin & Stacey
- Miglior commedia cinematografica - Hot Fuzz
- Miglior commedia drammatica - Drop Dead Gorgeous
- Miglior programma di intrattenimento comico - Harry Hill's TV Burp
- Miglior panel show comico - Quite Interesting
- Miglior attore in una commedia televisiva - Ricky Gervais
- Miglior attrice in una commedia televisiva - Sharon Horgan
- Miglior debutto comico maschile - Simon Bird
- Miglior debutto comico femminile - Katy Brand
- Miglior performer in un'esibizione live - Russell Brand
- Miglior personalità di intrattenimento comico - Alan Carr
- Ronnie Parker Award - David Renwick
- Premio britannico alla carriera - Jasper Carrott
- Premio alla carriera per la commedia - Geoffrey Perkins